# Oleg Šatov
Oleg Alexandrovič Šatov (rusky Олег Александрович Шатов; * 29. července 1990, Nižnij Tagil, Sovětský svaz) je ruský fotbalový záložník a reprezentant, který hraje za klub Zenit Petrohrad. Účastník Mistrovství světa 2014 v Brazílii.

## Klubová kariéra
Šatov je odchovancem celku FK Ural. V letech 2012–2013 hrál v mužstvu FK Anži Machačkala. V roce 2013 přestoupil do Zenitu Petrohrad.

## Reprezentační kariéra
Oleg Šatov debutoval v A-mužstvu Ruska 6. 2. 2013 v přátelském utkání proti týmu Islandu. Při svém debutu vstřelil gól a Rusko zvítězilo 2:0.
Italský trenér Ruska Fabio Capello jej vzal na Mistrovství světa 2014 v Brazílii. Rusko obsadilo se dvěma body nepostupové třetí místo v základní skupině H.
Trenér Leonid Sluckij jej zařadil do závěrečné 23členné nominace na EURO 2016 ve Francii, kde Rusové obsadili se ziskem jediného bodu poslední čtvrté místo v základní skupině B. Šatov odehrál na turnaji dva zápasy svého týmu ve skupině B.